# Rambocuscoup

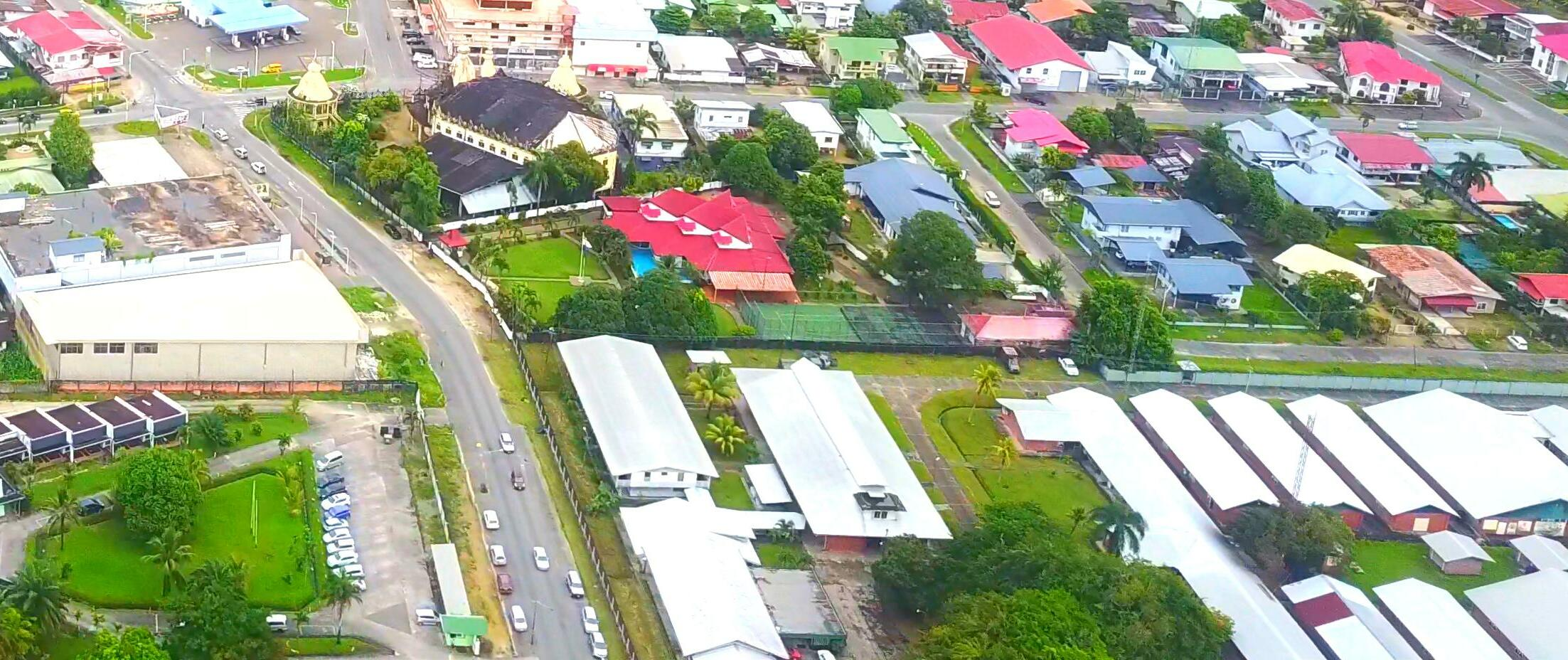
De Memre Boekoe-kazerne, rechtsonder

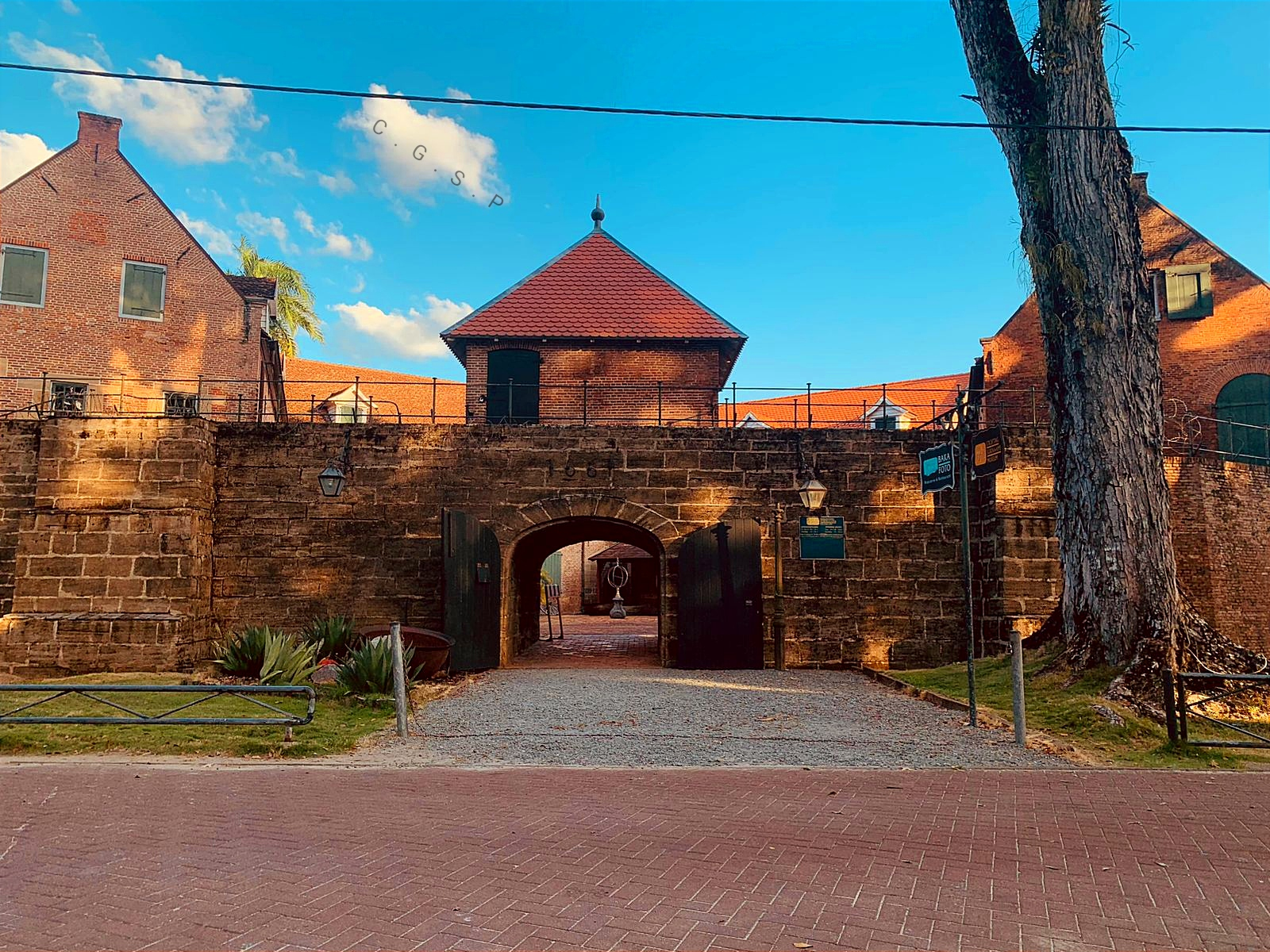
Ingang Fort Zeelandia

De Rambocuscoup is een mislukte tegencoup in Suriname in 1982. Deze vond op 11 en 12 maart plaats door een groep militairen onder leiding van Soerinder Rambocus en was gericht tegen het militaire regime in Suriname met het doel om de democratie te herstellen.

## Soerinder Rambocus
Soerinder Rambocus werd in 1953 in Nickerie geboren en slaagde in 1978 voor het officiersexamen aan de KMA in Breda. Hij studeerde af op een scriptie over het voeren van staatsgrepen. Terug in Suriname trad hij in dienst als tweede luitenant; een jaar later werd hij bevorderd tot luitenant. Hij behoorde niet tot de Groep van Zestien die de Sergeantencoup op 28 februari 1980 uitvoerde. Later voegde hij zich bij de coupplegers en werd hij benoemd tot de hoogste bevelhebber van het Nationale Leger. Desondanks verkondigde hij in het openbaar dat militairen in de kazerne thuishoorden en hun wapens moesten inleveren zo gauw zij in de politiek of in besturen gingen. Dit vormde mogelijk de aanleiding voor Desi Bouterse om hem te ontslaan en tot drie keer toe te laten arresteren. Onder dwang verliet hij vervolgens het land. Hij studeerde korte tijd rechten in Nederland en kon niet aarden. Met toestemming van de militairen keerde hij terug naar Suriname.

## Tegencoup
's Ochtends vroeg op 11 maart 1982 begon Rambocus met enkele vrienden aan een tegencoup tegen het militaire regime met als doel de democratie te herstellen. Rambocus wilde voorkomen dat de tegencoup de schijn had van een Hindoestaans complot en nam mensen uit andere bevolkingsgroepen in vertrouwen, iets wat in de relatief kleine Surinaamse gemeenschap een risico vormde. Om deze reden had hij onder meer vakbondsleider Cyrill Daal gevraagd om na afloop zitting te nemen in een Nationale Bevrijdings Raad. Rambocus besloot ook om Wilfred Hawker uit de gevangenis te halen en hem aan te wijzen als tweede leider. Hawker was een jeugdvriend met een harde reputatie en een grote populariteit in het leger. Hij zat gevangen vanwege een veroordeling voor een mislukte tegencoup op 15 maart 1981. De geestelijk leider was Baal Oemrawsingh, een prominent wetenschapper, die onder meer twee maal per jaar gastcolleges gaf op de Harvard-universiteit. Bij Oemrawsingh thuis werd de knoop doorgehakt dat er een tegencoup moest komen. Een eis van Rambocus was dat de gehele legertop gearresteerd en berecht moest worden en er alleen in het geval van uitzondering bloed mocht vloeien. Bij elkaar bestond de groep uit zo'n twintig personen, waarvan er meerdere uit de gevangenis bevrijd moesten worden.
Op 7 en 10 maart deden zich momenten voor om het plan uit te voeren, maar er kwamen niet voldoende leden van de legertop opdagen of ze bleven niet lang genoeg. Er werd uiteindelijk tot de vroege ochtend van 11 maart besloten, omdat vooraf het Phagwa werd gevierd en verwacht werd dat door de drank de alertheid in de Memre Boekoe-kazerne laag zou zijn. Er was een tekort aan wapens, dat Krishna Mahabier oploste door een overval te plegen op de wapenopslag van de Nationale Militaire Raad. Gesterkt door dit succes werden ook nog de pantserwagens van de kazerne gestolen. De cipier die in het complot zat haalde relatief eenvoudig Hawker op uit zijn cel in Santo Boma en maakte daarbij ook karabijnen buit. Hawker bevrijdde ook Hans Lachman uit Santo Boma, tegen de zin van Rambocus in, een agent van de militaire politie die gevangen zat vanwege de moord op een marihuanateler. Lachman haalde de anderen over om drie van de zes pantserwagens van het type DAF YP-408 aan hem toe te bedelen.
Ook werd de kazerne snel ingenomen door met een pantserwagen de poort eruit te rijden. Een poortwachter schrok, maar dacht dat het om een oefening ging. Luitenant Mike Cooper had de indruk dat Bouterse al zou zijn verdreven en gaf snel de sleutels af. Het horen van de naam Hawker boezemde ontzag in en leidde tot de aansluiting van andere militairen. Hierna volgden de bezetting van de marine, de luchtmacht, radiostations, het telegraafkantoor en de elektriciteits- en waterleidingmaatschappijen. Rambocus en Hawker verschenen op televisie, waar ze beweerden de macht overgenomen te hebben en er een burgerregering en verkiezingen zouden komen. Via de radio werden de namen genoemd van de militairen die waren overgelopen. Een van de deelnemers aan de tegencoup was de politicus Paul Somohardjo. In 1985 vertelde hij: "Via de radio maakten we bekend dat Bouterse weg was, of dood, en toen we het kamp binnenkwamen liepen de militairen weg voordat er één schot gelost was." Het was zeven uur 's ochtends en er restte alleen nog de inname van Fort Zeelandia.
De greep naar de macht leek in eerste instantie een succes te zijn. Lachman ging met zijn pantserwagen als eerste naar het fort, maar liep daar direct over naar het kamp van Bouterse. Hij wenkte naar de militairen in twee andere voertuigen, die daardoor dachten dat hij het fort in handen had genomen. Eenmaal met de pantserwagens op de binnenplaats, waren zij omringd door de manschappen van Bouterse, die hun lopen op hen richtten. Rambocus maakte toen de inschattingsfout door niet alle toegangswegen naar het fort af te sluiten.
Vervolgens leed Rambocus een groot verlies: Hawker schoot tegen een afdak aan en raakte door de rondvliegende scherven zelf ernstig gewond. Hij werd per ambulance naar het ziekenhuis vervoerd en aldaar verraden door twee leden van de Volksmilitie. Nog liggend op een brancard sprak hij onder dwang een oproep aan Rambocus uit om de strijd te staken en werd direct daarna van dichtbij doodgeschoten door Roy Horb. De uitschakeling van de tweede man van de tegencoup was een groot verlies en knakte het moreel van de opstandelingen.
De krachtsverhoudingen sloegen om. Eenmaal in het bezit van de pantserwagens lukte het Bouterse vanuit Fort Zeelandia om meerdere eenheden in de val te lokken. In de avond van 12 maart kregen de troepen van Bouterse de Memre Boekoe-kazerne definitief terug in handen. Rambocus vluchtte met zijn manschappen in twee pantserwagens door Paramaribo. Ook zijn broer riep hem op om zich over te geven. Rambocus, Oemrawsingh en Somohardjo doken desondanks onder. Somohardjo besloot twee dagen later om zich over te geven omwille van de veiligheid van zijn familie en werd daarna zwaar gefolterd. Oemrawsingh werd op 15 maart dood aangetroffen en Rambocus op 17 maart met zware schotwonden gearresteerd.

### Weerslag
Bij de tegencoup zelf zouden volgens officiële cijfers twee mensen om het leven zijn gekomen en een burger gewond zijn geraakt. De wraak zou echter nog komen. Een dodenlijst werd aangetroffen en het bestaan ervan werd door de officiële woordvoerder van de militairen bevestigd. Er volgde een arrestatiegolf, waarbij vooral Hindoestaanse ondernemers uit met name het district Nickerie werden aangehouden. Sommigen werden na verhoor vrijgelaten en anderen vastgezet. Zowel Rambocus als Oemrawsingh kwamen hier vandaan. De Hindoestaanse leider van de VHP, Jagernath Lachmon, riep ter bescherming van deze ondernemers op persoonlijke titel op aan Rambocus en Oemrawsingh om zich over te geven. Luitenant Ramon Abrahams, een trouwe aanhanger van Bouterse, manoeuvreerde de Hindoestanen publiekelijk in het verdomhoekje, door te veinzen dat de coupplegers van plan waren geweest om de gehele militaire top te vermoorden in een Hindoestaanse tempel in Paramaribo. Ook Bouterse speelde de raciale plaat door te stellen dat hij zich niet aan de indruk kon onttrekken dat Rambocus de zaak raciaal heeft willen spelen. De Javaanse Somohardjo vermoedde later dat zijn vrijspraak, een dag voor de Decembermoorden, een valstrik zou zijn geweest: "Bouterse probeerde daarmee de couppoging tot een Hindoestaanse aangelegenheid terug te brengen. Hij moest zijn steun halen uit Paramaribo, waar de meeste creolen zitten. Op deze manier kon hij hen nog eens laten zien dat de Hindoestanen echte dirty people zijn." Het voedde de al jarenlang bestaande vrees dat de situatie kon uitlopen op een raciale botsing tussen beide bevolkingsgroepen. Daarnaast was er sociale onrust onder de bevolking; in de loop van het jaar ontstonden tal van protesten tegen het militaire regime.
De mislukte tegencoup had ook verdeeldheid gezaaid binnen de gelederen van het leger en de politie. De legerleiding was vastbesloten om dit niet nog eens te laten gebeuren. Overgebleven officieren kregen de keuze voorgelegd om te slikken en loyaal aan de legertop mee te werken of ontslag te nemen en naar Nederland te vertrekken. Bouterse benoemde luitenant Gorré tot de commandant van de Echocompagnie en formeerde een elite-eenheid onder leiding van Roy Esajas die ingezet werd op de bescherming van het Militaire Gezag en de ministerraad. De Volksmilitie werd door de militairen omgevormd tot een paramilitaire organisatie. Op 28 maart 1982 verongelukten majoor Henk Hernandes en enkele andere militairen met een helikopter boven Guyana. Hij had Laurens Neede moeten opvolgen als minister van Leger en Politie. Hernandes had altijd voor enige stabiliteit gezorgd in de legertop, terwijl die in de tijd na de tegencoup erg gespannen was. Die spanningen trokken ook een wissel op Bouterse. Eind april kreeg hij een ernstige zenuwinzinking en werd twee weken opgenomen in het Militaire Hospitaal. Hij werd tijdelijk vervangen door Roy Horb; hun onderlinge relatie was toen al sterk verslechterd.

## Afloop voor de tegencoupplegers
- Soerinder Rambocus was aanvankelijk voortvluchtig[8] en werd daarna in de moerassen van Saramacca zwaar gewond gevangengenomen en maandenlang gemarteld. De krijgsraad veroordeelde hem tot twaalf jaar gevangenisstraf. Op 8 december werd hij overgebracht naar Fort Zeelandia en geëxecuteerd tijdens een moordpartij die bekend is geworden als de Decembermoorden. De geluidsopname van het pleidooi dat hij in de Krijgsraad voor zijn verdediging hield is bewaard gebleven.[1][18][19]
- Wilfred Hawker werd tijdens de tegencoup ernstig gewond naar het ziekenhuis gebracht. Hij werd zonder proces geëxecuteerd.[1]
- Baal Oemrawsingh werd tijdens zijn vlucht naar Frans-Guyana vermoord.[4] Op 15 maart 1982 verkondigde de Nationale Voorlichtingsdienst dat hij dood was aangetroffen in het westen van Suriname.[8] Hij zou daar terechtgekomen zijn nadat hij uit een helikopter was geworpen.[4]
- Paul Somohardjo was ondergedoken, maar hij besloot zich na twee dagen aan te geven, uit angst dat de militairen zijn familie iets zouden aandoen. Ondanks Javaanse technieken om pijn te verdragen, werd hij zo zwaar gemarteld dat hij meerdere dagen bewusteloos raakte. Met tussenkomst van Amnesty International werd hij overgebracht naar een ziekenhuis, waar hij langzaam herstelde. Op 7 december miste hij een veerboot, nadat hij met toestemming van de militairen naar de begrafenis van zijn oma was geweest. De dag erna werd begonnen met de Decembermoorden en besefte hij hoeveel geluk hij had gehad. Hij vluchtte met hulp van militair attaché Bas van Tussenbroek naar Nederland.[4]
- Krishna Mahabier lukte het om naar Nederland te vluchten. Na aankomst stuurde hij een telegram naar Bouterse met de tekst: "Goed aangekomen in Nederland. Maar ben nog niet klaar met je. Ik kom terug."[2] Mahabier sloot zich in 1986 aan bij het Junglecommando van Ronnie Brunswijk.[20]
- Hans Lachman voerde sinds de tegencoup speciale opdrachten uit voor Bouterse. In 1988 kwam hij om het leven tijdens een mysterieus auto-ongeluk.[5][21]

## Decembermoorden

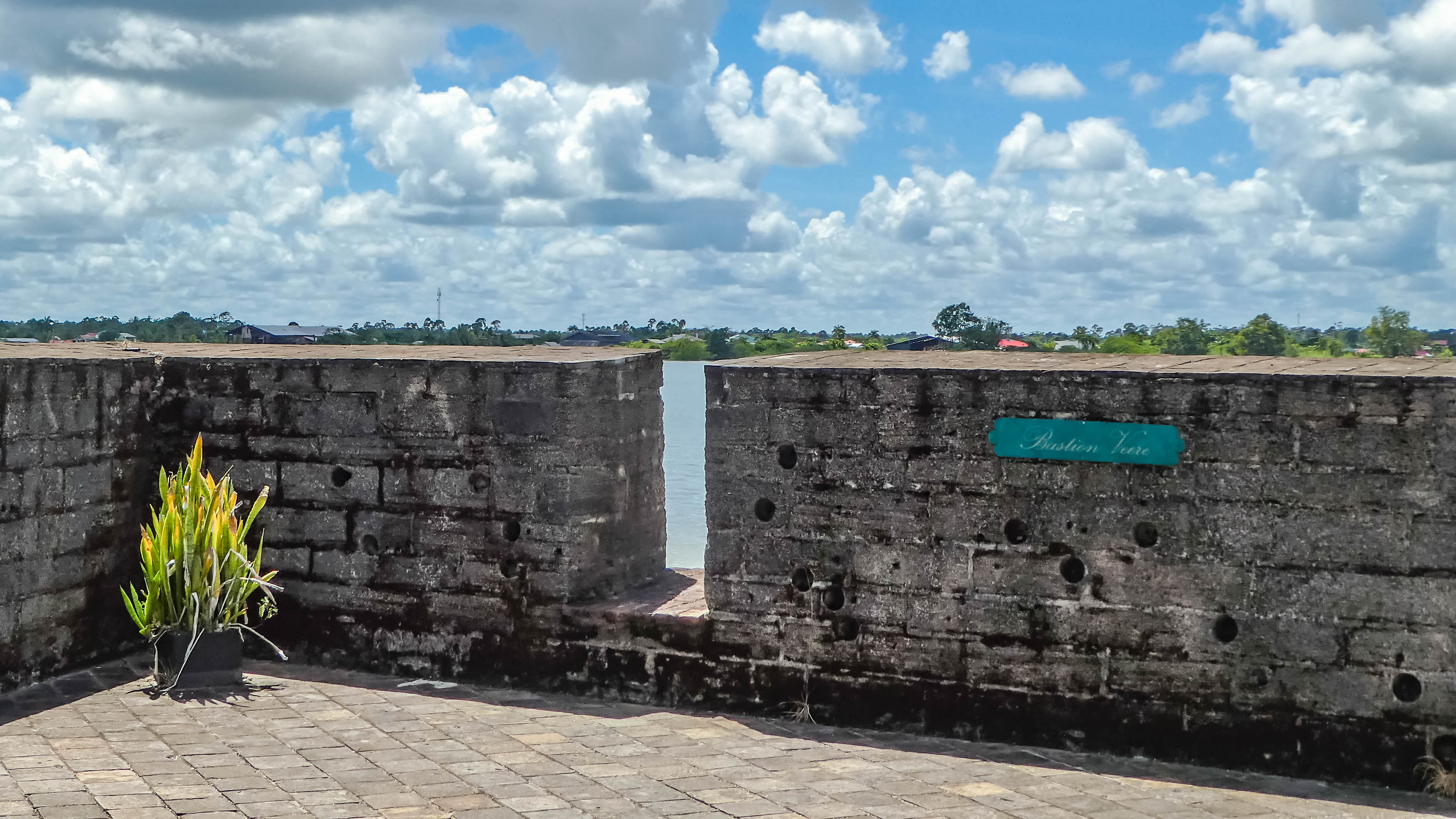
Kogelinslagen zijn voor onderzoek uit Bastion Veere gehaald

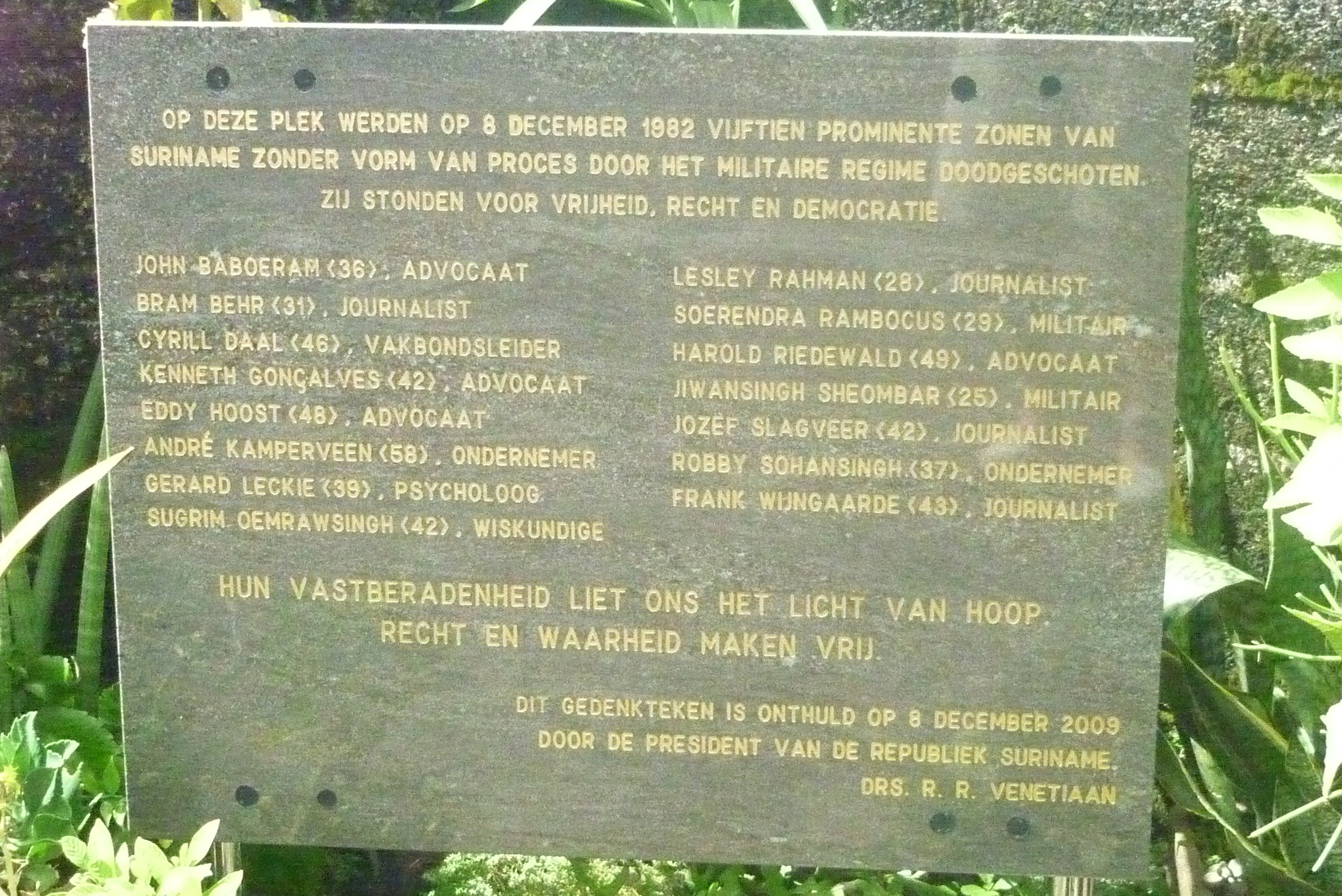
Monument van de Decembermoorden

Tijdens de Decembermoorden hadden, naast Rambocus zelf, acht andere slachtoffers iets met hem of de tegencoup te maken, zij het soms slechts langs de kantlijn, namelijk:
- John Baboeram, advocaat van Rambocus
- Kenneth Gonçalves, advocaat van Rambocus
- Eddy Hoost, advocaat van Rambocus
- Harold Riedewald, advocaat van Rambocus
- Cyrill Daal, kandidaat voor de Nationale Bevrijdings Raad, al haatte Bouterse hem ook persoonlijk (zie protesten van 1982)
- Sugrim Oemrawsingh, de broer van Baal Oemrawsingh
- Jiwansingh Sheombar, medepleger van de tegencoup
- Robby Sohansingh, ondernemer die beschuldigd werd van financiering van de tegencoup

Cyrill Daal, Bram Behr, André Kamperveen, en Gerard Leckie vormden een denktank tegen het militaire regime. De andere drie slachtoffers waren de regeringkritische journalisten Lesley Rahman, Jozef Slagveer en Frank Wijngaarde.